# بدرة بن مصطفى
بدرة بن مصطفى، قابلة و ثاني تونسية تتخرج من كلية طب، عضوة في الاتحاد النسائي الإسلامي التونسي.

## مسيرتها
تخرجت من كلية الطب بالجزائر في 1932 كقابلة وهي ثاني تونسية ترتاد كلية طب بعد توحيدة بن الشيخ.
في 1935 أسست صحبة ثلة من الأطباء بما في ذلك أحمد بن ميلاد مصحة دار ابن الجزار في الحلفاوين.
في 1936 التحقت بالاتحاد النسائي الإسلامي التونسي الذي أسسته بشيرة بن مراد، ثم بإتحاد نساء تونس الذي مثلته في بلغراد في 1969 بمناسبة قمة حول التنظيم العائلي.
تطوعت لمرافقة لجنة الكشف عن الاعتداءات التي قام بها رجال الدرك بالجيش الفرنسي في ليلة 29 جانفي 1952 على حرمات النساء بتازركة في عملية التطهير التي استشهد فيها 6 شهداء من بينهم 4 رضع. وقد ترأس هذه اللجنة الدكتور أحمد بن ميلاد.
تزوجت عبد الملك الورتاني وانجبت 3 أطفال.

## تكريم
بمناسبة عيد المرأة دشن مجلس بلدية أريانة 10 معلقات أنهج تحمل أسماء 10 مناضلات منهن بدرة بن مصطفى.
منحها الرئيس زين العابدين بن علي في 1989 الصنف الثاني من وسام الاستقلال تكريما لنضالها.